# Las aventuras de Boro, reportero gráfico
Las aventuras de Boro, reportero gráfico es una serie de novelas escritas en colaboración por los novelistas franceses Dan Franck y Jean Vautrin. Las ilustraciones de las portadas en la edición original francesa fueron debidas al diseñador Enki Bilal. Las dos primeras han sido objeto de una adaptación a historieta gráfica en la que Marc Veber se encarga de las ilustraciones y Enki Bilal de la dirección artística y que han sido publicados por la editorial Casterman.

## Los orígenes
El origen de la serie de libros se remonta a 1984. Durante una firma de libros de Jean Vautrin en el Salón del Libro de París, Dan Franck se acercó a saludarlo. Por la tarde fueron a tomar unas copas y comenzaron a charlar y en esa conversación surgió el tema de los "libros de playa", esa literatura popular tan de moda entonces. Así surgió la idea de crear un personaje y hacer libros de literatura popular de gran calidad.
```
«On s’était rencontrés dans un de nos premiers salons du livre, en 1983 ou 1984. C'était il y a très longtemps... Il avait pas eu le Goncourt et moi pas le Renaudot, on était pas connus et on avait rien lu l’un de l’autre. C’était la grande époque des livres de plage, que je n’écrivais pas –j'imagine qu'un livre de plage, c'est ce que vous mettez sur la serviette pour servir d'oreiller. Et on a parlé tout de suite de ça, les livres de plage: inventer un personnage et faire des livres de littérature populaire de grande qualité.
[
5
]
[
tr. 1
]
```

1. ↑  Nos encontramos en uno de nuestros primeros salones del libro, en 1983 o 1984. Hace mucho .... Él había ganado el (premio) Goncourt y yo el Renaudot, no nos conocíamos ni habíamos leído nada uno del otro. Era la gran época de los libros de playa, que yo no escribía - imagino que un libro de playa es el que metes en la servilleta para servir de almohada. Y hablamos en seguida de eso, de los libros de playa: inventar un personaje y hacer libros de literatura popular de gran calidad.

En esa misma conversación se inventaron el personaje y lo situaron en la convulsa Europa de 1933, donde podría vivir el ascenso del nazismo  y la guerra de España. Y decidieron escribir una "novela a dos manos" donde el personaje principal y su integración en Europa desde 1933 son el elemento unificador de todas las novelas. También entonces programaron su desaparición en 1956, en Budapest.

## El personaje
Blèmia Borowicz (conocido como "Boro") es un judío húngaro, reportero gráfico de profesión, decidido a hacerse un lugar en el mundo del reportaje fotográfico en el París de años 30 del siglo XX. Es aventurero y todo un dandi, un seductor incorregible con una ligera cojera para evitar hacerlo irresistible. Las vicisitudes de la vida y un bagaje fuera de lo común, finalmente le animan a recorrer el planeta equipado con su bastón y su cámara fotográfica Leica. Su destino le lleva a estar metido en toda clase de situaciones peligrosas y a cruzarse con las personalidades más célebre de su época.

## Argumento
El argumento general de la serie de novelas históricas nos sitúa al héroe cara a cara con la Historia, no solo como mero espectador sino como actor. Debido a su profesión de reportero gráfico, Boro se encontrará cara a cara con algunos de los personajes y situaciones claves de la Europa del siglo XX, entre 1930 y 1950, lo cual hace al lector redescubrir nuestra historia.
Por novelas, Boro asiste al nacimiento del nazismo y el ascenso de las organizaciones fascistas en "La dama de Berlín" y a la génesis y desarrollo de la Guerra Civil Española en "La temporada de cerezas" y "Les noces de Guernica". En "Mademoiselle Chat" asiste a la época de los espías y el robo de la máquina descifradora Enigma. En "Boro s’en va-t-en guerre" se encuentra en la Francia ocupada por los nazis. En "Cher Boro" se enrola con la resistencia. En "La fête à Boro" asiste a la victoria en el desembarco de Normandía´. El "La Dame de Jérusalem" asoste al conflicto árabe israelí y a l nacimiento del estado de Israel.

## Novelas
Hasta el momento se han publicado ocho volúmenes de Las aventuras de Boro, reportero gráfico en colaboración con Jean Vautrin.
- "La Dame de Berlin" (1987). Publicada en castellano como "La dama de Berlín" (1992).[9]
- "Le Temps des cerises" (1990). Publicada en castellano como "La temporada de las cerezas" (1993).[10]
- "Les Noces de Guernica" (1994)
- "Mademoiselle Chat" (1996)
- "Boro s’en va-t-en guerre" (2000)
- "Cher Boro" (2005)
- "La Fête à Boro" (2007)
- "La Dame de Jérusalem" (2009)

## Historietas gráficas
"Les Aventures de Boro, reporter photographe" han sido objeto de una adaptación a historieta gráfica en la que Marc Veber se encarga de las ilustraciones y Enki Bilal de la dirección artística y que han sido publicados por la editorial Casterman. Hasta el momento se han publicado seis volúmenes, correspondiendo los tres primeros a "La dama de Berlín" y los tres siguientes a "La temporada de las cerezas". También se editó un volumen recopilatorio de los tres primeros volúmenes con el total de "La dame de Berlin".
- Franck, Dan; Vautrin, Jean; Veber, Marc (01/2007). La Dame de Berlin (Tome 1) [La dama de Berlín (Tomo 1)] (historieta gráfica). Ligne Rouge (en francés) 1. Casterman. Consultado el 13 de marzo de 2017.
- Franck, Dan; Vautrin, Jean; Veber, Marc (10/2007). La Dame de Berlin (Tome 2) [La dama de Berlín (Tomo 2)] (historieta gráfica). Ligne Rouge (en francés) 2. Casterman (publicado el 17 de octubre de 2007). Archivado desde el original el 14 de marzo de 2017. Consultado el 13 de marzo de 2017.
- Franck, Dan; Vautrin, Jean; Veber, Marc (10/2008). La Dame de Berlin (Tome 3) [La dama de Berlín (Tomo 3)] (historieta gráfica). Ligne Rouge (en francés) 3. Casterman (publicado el 19 de noviembre de 2008). Archivado desde el original el 14 de marzo de 2017. Consultado el 13 de marzo de 2017.
- Franck, Dan; Vautrin, Jean; Veber, Marc (2010). Le Temps des cerises (Tom3 1) [La temporada de las cerezas (Tomo 1)] (historieta gráfica). Ligne Rouge (en francés) 4. Casterman (publicado el 16 de junio de 2010). Archivado desde el original el 14 de marzo de 2017. Consultado el 13 de marzo de 2017.
- Franck, Dan; Vautrin, Jean; Veber, Marc (2011). Le Temps des cerises (Tome 2) [La temporada de las cerezas (Tomo 2)] (historieta gráfica). Ligne Rouge (en francés) 5. Casterman (publicado el 16 de febrero de 2011). Archivado desde el original el 14 de marzo de 2017. Consultado el 13 de marzo de 2017.
- Franck, Dan; Vautrin, Jean; Veber, Marc (2012). Le Temps des cerises (Tome 3) [La temporada de las cerezas (Tomo 3)] (historieta gráfica). Ligne Rouge (en francés) 6. Casterman (publicado el 22 de agosto de 2012). Archivado desde el original el 14 de marzo de 2017. Consultado el 13 de marzo de 2017.

Aparte de estas seis obras se ha realizado un tomo de recopiación de las tres historietas correspondientes a La dame de Berlin.

## Otros medios
La primera novela de la serie se adaptó a la televisión en 1991 en una miniserie francesa titulada Berlin lady dirigida por Pierre Boutron, la cual no llegaría a estrenarse en España.